# Butoa
Butoa là một chi bướm đêm thuộc họ Geometridae.